# Emanuel Löffler
Emanuel Löffler (né le 29 décembre 1901 à Mezíříčko, Moravie du Sud, mort le 5 août 1986) est un gymnaste représentant la Tchécoslovaquie.
Il participe aux Jeux olympiques de 1928 et à ceux de 1936.